# Germaine (Marna)
Germaine è un comune francese di 547 abitanti situato nel dipartimento della Marna nella regione del Grand Est.

## Società

### Evoluzione demografica
Abitanti censiti